# Demomele
Demomele del demo di Peania (in greco antico: Δημομέλης?, Demoméles; ... – dopo il 336 a.C.) è stato un ateniese, cugino di Demostene.
Demomele è ricordato per aver proposto all'inizio del 338 a.C. (prima della battaglia di Cheronea) assieme ad Iperide un decreto col quale intendeva conferire a Demostene una corona; è probabile che uno dei due abbia proposto il decreto e l'altro l'abbia soltanto modificato. Dionda, amico di Eschine, impugnò questo decreto come illegale, ma nel processo che seguì (si svolse molto dopo il 338, tra l'inizio del 334 a.C. e il 333 a.C.) a causa alla difesa di Iperide (Contro Dionda) non ottenne neppure un quinto dei voti.
Secondo Demostene i tre decreti con cui gli erano state conferite le corone (340, 338 e 336 a.C.) era identici.